# Anan Surattanasin
Anan Surattanasin (thailändisch อนันต์ สุรัตนศิลป, * 4. Februar 1998 in Phetchabun) ist ein thailändischer Fußballspieler.

## Karriere
Anan Surattanasin erlernte das Fußballspielen in der Schulmannschaft des Assumption College Thonburi in Thailand sowie in der Jugendmannschaft von Leicester City in England. Seinen ersten Profivertrag unterschrieb er 2017 beim thailändischen Erstligisten Police Tero FC in Bangkok. 2019 musste er mit dem Verein den Weg in die Zweitklassigkeit antreten. 2019 stieg er mit Police als Vizemeister der Thai League 2 direkt wieder in die erste Liga auf. Nach dem Aufstieg verließ er Police und schloss sich dem Zweitligisten Ayutthaya United FC aus Ayutthaya an. Nachdem er ein Spiel für Ayutthaya in der zweiten Liga bestritten hatte, wechselte er zum 1. Juli 2020 zum Ligakonkurrenten Kasetsart FC nach Bangkok. Hier stand er bis Saisonende 2021/22 unter Vertrag. Für den Hauptstadtverein bestritt er 25 Ligaspiele. Von Juni 2022 bis Anfang September 2023 war er vertrags- und vereinslos. Am 2. September 2023 unterschrieb er in Phuket einen Vertrag bei dem in der Southern Region spielenden Drittligisten Phuket Andaman FC. Fürk Phuket war er in der Liga fünfmal im Einsatz. Der in der Eastern Region spielenden Kabin United FC nahm ihn im Dezember 2023 unter Vertrag.  Am Ende der Saison 2023/24 feierte er mit dem Verein die Meisterschaft der Region. In den Aufstiegsspielen zur zweiten Liga konnte man sich jedoch nicht durchsetzen. Nach einer Spielzeit, in der er elf Ligaspiele bestritt, wurde sein Vertrag im Sommer 2024 nicht verlängert.

## Erfolge
Police Tero FC
- Thailändischer Zweitligavizemeister: 2019  ▲

Kabin United FC
- Thai League 3 – East: 2023/24